# Hermann Becker-Freyseng
Hermann Becker-Freyseng, född 18 juli 1910 i Ludwigshafen am Rhein, död 27 augusti 1961 i Heidelberg, var en tysk läkare. Han var bland annat stabsläkare inom Luftwaffe. Han utförde hög höjd-experiment på fångar i koncentrationslägret Dachau.
Vid Läkarrättegången 1946–1947 dömdes han till 20 års fängelse för krigsförbrytelser och brott mot mänskligheten. Straffet omvandlades till 10 års fängelse 1951, men han frisläpptes redan året därpå.